# Maurice Geldhof
Maurice Geldhof (* 27. Oktober 1905 in Moorslede; † 26. April 1970 in Wevelgem) war ein belgischer Radrennfahrer.

## Sportliche Laufbahn
Geldhof war im Straßenradsport aktiv. Von 1925 bis 1929 war er Unabhängiger und Berufsfahrer. Sein bedeutendster sportlicher Erfolg war ein Etappensieg in der Tour de France 1927. 1925 holte er einen Etappensieg in der Belgien-Rundfahrt für Unabhängige. 1927 war er bei Bordeaux–Toulouse und Marseille–Lyon erfolgreich. Zweiter wurde er im Grand Prix Wolber 1927.
Die Tour de France betritt er dreimal. 1927 wurde er 10., 1928 und 1929 beendete er die Rundfahrt nicht. In den Rennen der Monumente des Radsports war der 6. Platz im Rennen Paris–Roubaix 1929 sein bestes Resultat.